# Vladimir Volkov
Vladimir Volkov (Servisch: Владимир Волков) (Belgrado, 6 juni 1986) is een Montenegrijns voetballer die bij voorkeur als linksback speelt. In 2015 liep zijn contract af bij FK Partizan. In 2012 debuteerde hij voor Montenegro.

## Clubcarrière
Volkov speelde in Servië voor FK Grafičar Belgrad, FK Železničar Belgrad, BSK Borča en OFK Belgrad. Tussendoor speelde hij in 2008 kort bij het Portugese Portimonense. In 2009 trok hij naar het Moldavische Sheriff. In 2011 tekende hij een driejarig contract bij FK Partizan. In vier seizoenen speelde hij 76 competitiewedstrijden voor Partizan. Op 30 juni 2015 liep zijn contract af.

## Statistieken
| Seizoen         | Club                | Competitie         | Competitie | Competitie | Play-offs | Play-offs | Beker | Beker | Europa | Europa | Totaal | Totaal |
| Seizoen         | Club                | Competitie         | Wed.       | Dlp.       | Wed.      | Dlp.      | Wed.  | Dlp.  | Wed.   | Dlp.   | Wed.   | Dlp.   |
| --------------- | ------------------- | ------------------ | ---------- | ---------- | --------- | --------- | ----- | ----- | ------ | ------ | ------ | ------ |
| 2007-2008       | BSK Borča           | Prva Liga          | 17         | 2          | —         | —         | 0     | 0     | —      | —      | 17     | 2      |
| 2007-2008       | → Portimonense SC   | Segunda Liga       | 3          | 0          | —         | —         | 0     | 0     | —      | —      | 3      | 0      |
| 2008-2009       | OFK Beograd         | Superliga          | 5          | 1          | —         | —         | 0     | 0     | 0      | 0      | 5      | 1      |
| 2009-2010       | FC Sheriff Tiraspol | Divizia Națională  | 28         | 9          | —         | —         | 0     | 0     | 10     | 0      | 38     | 9      |
| 2010-2011       | FC Sheriff Tiraspol | Divizia Națională  | 16         | 4          | —         | —         | 0     | 0     | 11     | 2      | 27     | 6      |
| 2011-2012       | FK Partizan         | Superliga          | 21         | 1          | —         | —         | 2     | 0     | 5      | 1      | 28     | 2      |
| 2012-2013       | FK Partizan         | Superliga          | 12         | 1          | —         | —         | 2     | 0     | 10     | 0      | 24     | 1      |
| 2013-2014       | FK Partizan         | Superliga          | 25         | 2          | —         | —         | 1     | 0     | 3      | 1      | 29     | 3      |
| 2014-2015       | FK Partizan         | Superliga          | 18         | 4          | —         | —         | 4     | 0     | 9      | 0      | 31     | 4      |
| 2015-2016       | KV Mechelen         | Jupiler Pro League | 13         | 0          | 0         | 0         | 2     | 0     | 0      | 0      | 15     | 0      |
| 2015-2016       | → Lech Poznań       | Ekstraklasa        | 6          | 0          | —         | —         | 1     | 1     | 0      | 0      | 7      | 1      |
| 2016-2017       | FK Radnički Niš     | Superliga          | 6          | 0          | —         | —         | 0     | 0     | 0      | 0      | 6      | 0      |
| 2017-2018       | FK Rad              | Superliga          | 26         | 5          | —         | —         | 2     | 0     | 0      | 0      | 28     | 5      |
| 2018-2019       | → Ermis Aradippou   | A Divizion         | 3          | 0          | —         | —         | 0     | 0     | 0      | 0      | 3      | 0      |
| 2018-2019       | FK Rad              | Superliga          | 7          | 2          | —         | —         | 0     | 0     | 0      | 0      | 7      | 2      |
| 2019-2020       | FK Borac Banja Luka | Premijer Liga      | 7          | 0          | —         | —         | 0     | 0     | 0      | 0      | 7      | 0      |
| Carrière totaal | Carrière totaal     | Carrière totaal    | 213        | 31         | 0         | 0         | 14    | 1     | 48     | 4      | 275    | 36     |

## Interlandcarrière
Volkov debuteerde op 15 november 2012 voor Montenegro in een vriendschappelijke interland tegen Honduras. Op 25 mei 2012 mocht hij voor het eerst in de basiself beginnen tegen België.